# Paula de Odivelas
Paula de Odivelas, nome religioso di Paula Teresa da Silva e Almeida (Lisbona, 17 giugno 1701 – Odivelas, 1768), è stata una religiosa portoghese, amante del re Giovanni V del Portogallo dal quale ebbe un figlio, Giuseppe, che fu Inquisitore generale del Regno del Portogallo.
Oltre che per la scandalosa relazione amorosa col re, madre Paula divenne particolarmente nota per la ricchezza che accumulò grazie a questa relazione clandestina.

## Biografia
Venne battezzata nella freguesia di Santa Justa, come riportato nei registri battesimali. Suo nonno paterno era Johannes Paul de Bryt, un ex soldato tedesco al soldo dell'imperatore Carlo V che si era stabilito poi a Lisbona dove aveva svolto la professione di orafo. Dal suo matrimonio con Leonor de Almeida (figlia a sua volta del marinaio napoletano Domenico Ursello e di sua moglie Domingas de Andrade e Almeida), nacque Adrião Paulo de Almeida, che seguì il padre nella sua professione, ascendendo socialmente al rango di cavaliere dell'Ordine del Cristo. Adrião Paulo de Almeida e sua moglie, Josefa da Silva e Sousa, ebbero in tutto tre figlie: Maria Micaela, Teresa Paula e Felicia Leocadia de Assis e Almeida.

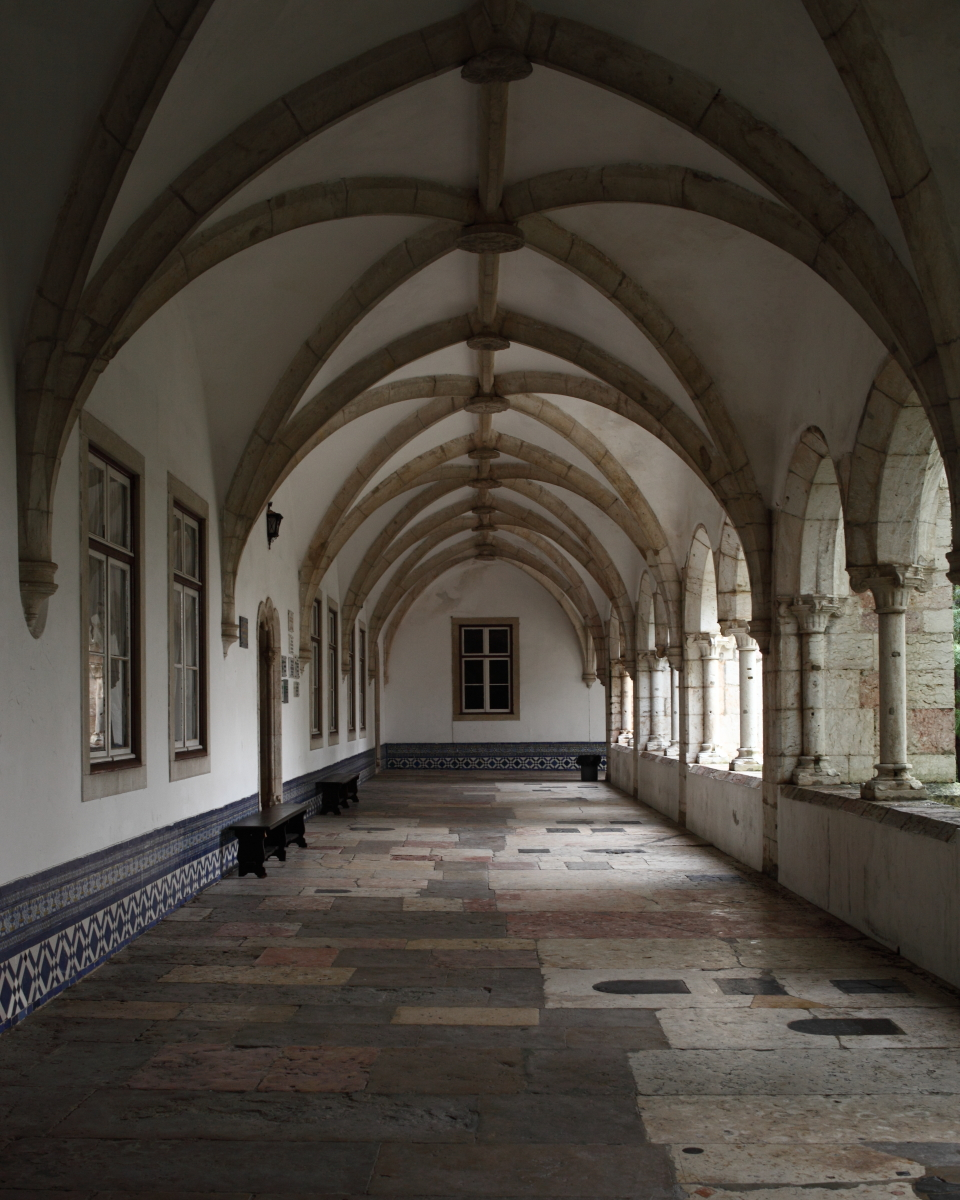
Chiostro del monastero di san Dionigi

Secondo i documenti del monastero di san Dionigi di Odivelas la sorella maggiore di Paula Teresa, Maria Micaela vi entrò come novizia a il 15 agosto 1704, professando solennemente i voti il 4 ottobre di quell'anno e rimanendo nel medesimo convento sino alla propria morte (4 luglio 1768). Paula Teresa prese i voti come la sorella maggiore ed entrò anch'ella nel monastero di san Dionigi, divenendo novizia dal 31 gennaio 1717 e pronunciando i voti solenni il 22 febbraio dell'anno successivo. L'altra sorella, Leocádia Felícia de Assis sposò, dopo un breve periodo nel convento, José Falcão de Gamboa Fragoso, un ricco proprietario (nonni materni dell'imprenditore, militare e letterato José Aleixo Falcão de Gamboa Fragoso van Zeller (1762-1835), Grande Maestro del Grande Oriente Lusitano).
Quando Paula Teresa divenne suora, il monastero era frequentato dalla nobiltà di corte tra cui lo stesso sovrano. Fu durante proprio uno di questi incontri che Giovanni V e suor Paula iniziarono a frequentarsi sempre più assiduamente, al punto che l'8 settembre 1720 ne nacque un figlio, José de Bragança (Giuseppe di Braganza), che venne per maggiore sicurezza fatto nascere a Lisbona.
Paula continuò a godere dei favori del sovrano anche dopo la nascita del figlio, ricevendo una cospicua rendita. Anche i suoi familiari ricevettero vari benefici e prebende. Il re dispose la costruzione di un lussuoso alloggio per Paula de Odivelas adiacente al convento. In seguito alla morte del sovrano, Paula de Odivelas venne costretta a ritirarsi in clausura nel convento, pur non perdendo i suoi benefici. La sua abitazione venne tuttavia gravemente danneggiata nel terremoto di Lisbona del 1755. Le strutture supersiti vennero ristrutturate e vennero infine demolite solo nel 1948. Madre Paula morì nel 1768, venendo sepolta nella sala capitolare del monastero di Odivelas.

### Discendenza
José de Bragança (8 settembre 1720-31 luglio 1801) era uno dei cosiddetti Meninos de Palhavã, ovvero tre figli naturali del sovrano avuti da varie donne, da lui riconosciuti con un documento segreto del 1742, il quale venne tuttavia pubblicato solo nel 1752. L'appellativo deriva dal fatto che vennero cresciuti nel Palácio de Palhavã, all'epoca residenza di campagna fuori Lisbona, di proprietà di Luís Carlos Inácio Xavier de Meneses, I marchese di Louriçal. I ragazzi vennero successivamente inviati a Coimbra dove vennero educati nel Monastero della Santa Croce sotto la guida del religioso Gaspar de Moscoso e Silva, anche conosciuto come Gaspar da Encarnação, influente personaggio della corte di re Giovanni. José, addottoratosi in teologia e avviato ad una carriera religiosa, divenne nel 1758 Inquisitore maggiore del regno. Ricoprì questo incarico sino al 1760, quando venne costretto a lasciarlo a causa di dissidi con il Marchese di Pombal, che lo sostituì con il proprio fratello, Paulo António de Carvalho e Mendonça. In seguito venne costretto assieme al fratellastro António a ritirarsi nel Convento de Santa Cruz do Buçaco, dove i due sarebbero rimasti sino al 1778, anno in cui, in seguito alla morte di Giuseppe I del Portogallo e alla caduta del Marchese di Pombal, venne loro consentito di rientrare a corte.